# Mitteldeutsche Braunkohlengesellschaft
Mitteldeutsche Braunkohlengesellschaft (MIBRAG) is een Duits bedrijf dat zich bezighoudt met de verwerking van bruinkool.
Mibrag bezit elektriciteitscentrales Deuben en Wählitz en daarnaast dagbouw Profen (Sachsen-Anhalt) en dagbouw Vereinigtes Schleenhain (Sachsen).
De Elektriciteitscentrale Buschhaus en dagbouw Schöningen (Braunkohlerevier Helmstedt) zijn gekocht van E.ON in 2013.
MIBRAG maakt deel uit van het Tsjechische energieconcern EPH.